# Diana Taurasi
Diana Lorena Taurasi (Chino, California, 11 de junio de 1982) es una exjugadora de baloncesto estadounidense, con ascendencia argentina, que disputó 20 temporadas con Phoenix Mercury de la WNBA. Dado su gran palmarés, es habitualmente reconocida como una de las mejores jugadoras de baloncesto de la historia, en junio de 2017 se convirtió en la máxima anotadora de la historia de la WNBA, superando a Tina Thompson, en 2011 fue seleccionada como parte de las 15 mejores jugadoras de la historia de la WNBA, en 2016 también fue incluida en un Top20 de la WNBA en su 20º aniversario y en 2023 fue la primera jugadora en alcanzar los 10.000 puntos.
En los Juegos Olímpicos de París 2024 obtuvo su sexta medalla de oro, siendo así la cuarta deportista en conseguir un oro en seis Juegos Olímpicos distintos, después del esgrimidor húngaro Aladár Gerevich, la piragüista alemana Birgit Fischer y la amazona alemana Isabell Werth.
Junto con Sue Bird es la baloncestista que más medallas tiene entre mundiales y Juegos Olímpicos (10). Con 6 Juegos Olímpicos disputados, tiene el récord de participaciones en baloncesto junto con Rudy Fernández. Con su último oro en París 2024, es la medallista olímpica de oro en baloncesto más veterana de la historia.[cita requerida]

## Trayectoria deportiva

### WNBA
Fue elegida en la primera posición del Draft de la WNBA de 2004 por Phoenix Mercury, después de una temporada de solo 8 victorias y 26 derrotas. Este pobre resultado provocó que Phoenix Mercury pudiera elegir prioritariamente a Taurasi. En su primera temporada en la WNBA realizó unos promedios de 17.0 puntos, 4.4 rebotes y 3.9 asistencias por partido. No obstante, Phoenix no se clasificó para los Playoffs, pero fue elegida como All Star y como Rookie del Año. No jugaría sus primeros Playoffs hasta el año 2007, pero en ese año llegaron a la final y lograron vencer a las Detroit Shock por 3-2. A pesar de sus buenas actuaciones en la final, el MVP de las Finales sería para su compañera Cappie Pondexter.
Volvería a repetir título en el año 2009 y 2014 y esta vez si fue elegida como Mejor Jugadora de la Final, siendo la única junto con Cynthia Cooper, en conseguir este galardón en más de una ocasión.
En el año 2015 decidió no disputar la temporada de la WNBA, por una condición que le impuso su equipo europeo UMMC Ekaterinburg. El equipo ruso le pagaría 1,5 millones de dólares a cambio de jugar para ellos durante los meses de invierno y descansando el verano que es cuando se juega la WNBA, para alcanzar un rendimiento más alto como jugadora de baloncesto.
El 3 de agosto de 2023 se convirtió en la primera jugadora de la WNBA en alcanzar los 10.000 puntos, siendo la única en activo que está en el Top5 de anotación. Lo consiguió al anotar 42 puntos ante Atlanta Dream convirtiéndose, además, en la jugadora con más partidos de 40 puntos de la historia de la liga, y la jugadora de más edad en alcanzar esa cifra.
Pasó la mayor parte de su carrera alternando temporadas entre Estados Unidos y Europa, y el 25 de febrero de 2025 anunció su retirada definitiva tras 20 temporadas en la WNBA.

## Vida personal
El padre es un futbolista italo argentino y su madre es de nacionalidad argentina. Su vida transcurrió entre Argentina y Estados Unidos, siendo esta última su nacionalidad. Es por eso también, que domina el castellano y el inglés.
Durante el All-Star Weekend de la NBA de 2005, fue miembro (junto a Shawn Marion y Dan Majerle) del equipo de Phoenix, que ganó el "Shooting Stars".
En 2017 se casó con su excompañera en Phoenix Penny Taylor.
En 2021 participó en la película Space Jam 2, prestando su voz al personaje "White Mamba".

### Polémica
La FIBA obliga a vestir con un pantalón corto por encima de la rodilla con una anchura máxima de 2 centímetros en la piel y la prenda. Diana se ha negado a vestir así y le ha costado una multa de 500 euros por partido. A pesar de ello la jugadora se niega a vestir de esa forma.

## Galardones y logros

### Títulos con Phoenix Mercury
- Campeona de la WNBA (3): 2007, 2009 , 2014
- Campeona de la Conferencia Oeste (4): 2007, 2009, 2014 y 2021

### Títulos en Europa
- Campeona de la Euroliga (6): 2007–2010, 2013, 2016
- Campeona de la Liga de Rusia (7): 2007, 2008, 2013–2017
- Campeona de la Copa de Rusia (3): 2013, 2014, 2017
- Campeona de la Liga de Turquía (1): 2011
- Campeona de la Copa de Turquía (1): 2012

### Distinciones individuales
- MVP de las Finales de la WNBA (2): 2009 y 2014
- MVP de la Temporada de la WNBA (1): 2009
- All-Star (7): 2004-2007, 2009, 2011, 2013 y 2014
- Mejor Quinteto de la WNBA (9): 2004,  2006-2011, 2013 y 2014
- Segundo Mejor Quinteto de la WNBA (2): 2005 y 2016
- Rookie del Año de la WNBA (1):  2004
- Máxima Anotadora de la WNBA (5): 2006, 2008-2011
- Top15 Mejores Jugadoras de la Historia de la WNBA: 2011
- Top20 Mejores Jugadoras de la Historia de la WNBA: 2016
- Jugadora del Año en Estados Unidos (4): 2006, 2010, 2012 y 2016
- Máxima Anotadora de la Euroliga (4): 2009, 2010, 2012 y 2016

## Estadísticas
|  | Líder de la liga                                   |
|  | Denota temporada en la que fue Campeona de la WNBA |
|  | Récord WNBA                                        |

### WNBA
| Año   | Equipo  | PJ  | PT  | MPP  | %TC  | %3P  | %TL  | RPP | APP | ROB | TPP | PPP  |
| ----- | ------- | --- | --- | ---- | ---- | ---- | ---- | --- | --- | --- | --- | ---- |
| 2004  | Phoenix | 34  | 34  | 33.2 | .416 | .330 | .710 | 4.4 | 3.9 | 1.3 | 0.7 | 18.0 |
| 2005  | Phoenix | 33  | 33  | 33.0 | .410 | .313 | .801 | 4.2 | 4.5 | 1.2 | 0.8 | 16.0 |
| 2006  | Phoenix | 34  | 34  | 33.9 | .452 | .397 | .781 | 3.6 | 4.1 | 1.2 | 0.8 | 25.3 |
| 2007  | Phoenix | 32  | 32  | 32.0 | .440 | .367 | .835 | 4.2 | 4.3 | 1.4 | 1.1 | 19.2 |
| 2008  | Phoenix | 34  | 34  | 31.9 | .446 | .360 | .870 | 5.1 | 3.6 | 1.4 | 1.4 | 24.1 |
| 2009  | Phoenix | 31  | 31  | 31.5 | .461 | .407 | .894 | 5.7 | 3.5 | 1.2 | 1.4 | 20.4 |
| 2010  | Phoenix | 31  | 31  | 32.2 | .427 | .374 | .912 | 4.3 | 4.7 | 1.2 | 0.6 | 22.6 |
| 2011  | Phoenix | 32  | 32  | 30.2 | .449 | .395 | .903 | 3.2 | 3.6 | 0.8 | 0.6 | 21.6 |
| 2012  | Phoenix | 8   | 8   | 20.8 | .436 | .395 | .900 | 1.6 | 2.3 | 0.5 | 0.5 | 14.0 |
| 2013  | Phoenix | 32  | 32  | 32.3 | .456 | .347 | .854 | 4.2 | 6.2 | 0.7 | 0.5 | 20.3 |
| 2014  | Phoenix | 33  | 33  | 32.3 | .454 | .365 | .874 | 3.8 | 5.6 | 0.7 | 0.3 | 16.2 |
| 2016  | Phoenix | 33  | 33  | 29.8 | .396 | .350 | .909 | 3.0 | 3.9 | 0.9 | 0.1 | 17.8 |
| 2017  | Phoenix | 31  | 31  | 28.5 | .400 | .384 | .912 | 3.0 | 2.7 | 0.5 | 0.3 | 17.9 |
| 2018  | Phoenix | 33  | 33  | 30.0 | .446 | .383 | .925 | 3.5 | 5.3 | 0.9 | 0.2 | 20.7 |
| 2019  | Phoenix | 6   | 6   | 21.4 | .103 | .042 | .944 | 3.2 | 5.3 | 0.3 | 0.1 | 4.3  |
| 2020  | Phoenix | 19  | 19  | 28.1 | .409 | .365 | .912 | 4.2 | 4.5 | 1.0 | 0.4 | 18.7 |
| 2021  | Phoenix | 16  | 16  | 28.4 | .366 | .339 | .861 | 4.4 | 4.9 | 0.2 | 0.6 | 15.2 |
| 2022  | Phoenix | 31  | 31  | 31.0 | .373 | .337 | .894 | 3.4 | 3.8 | 0.7 | 0.6 | 16.7 |
| Total | Total   | 503 | 503 | 31.0 | .427 | .363 | .872 | 3.9 | 4.3 | 1.0 | 0.7 | 19.3 |